# آل تاکر
آل تاکر (انگلیسی: Al Tucker؛ زاده ۲۴ فوریهٔ ۱۹۴۳ درگذشته ۷ مهٔ ۲۰۰۱) یک بازیکن بسکتبال اهل ایالات متحده آمریکا بود.